# منتخب ماكاو لكرة الطائرة للسيدات
منتخب ماكاو لكرة الطائرة للسيدات  هو ممثل ماكاو الرسمي في المنافسات الدولية في كرة طائرة للسيدات
.